# Palazzo della Panetteria

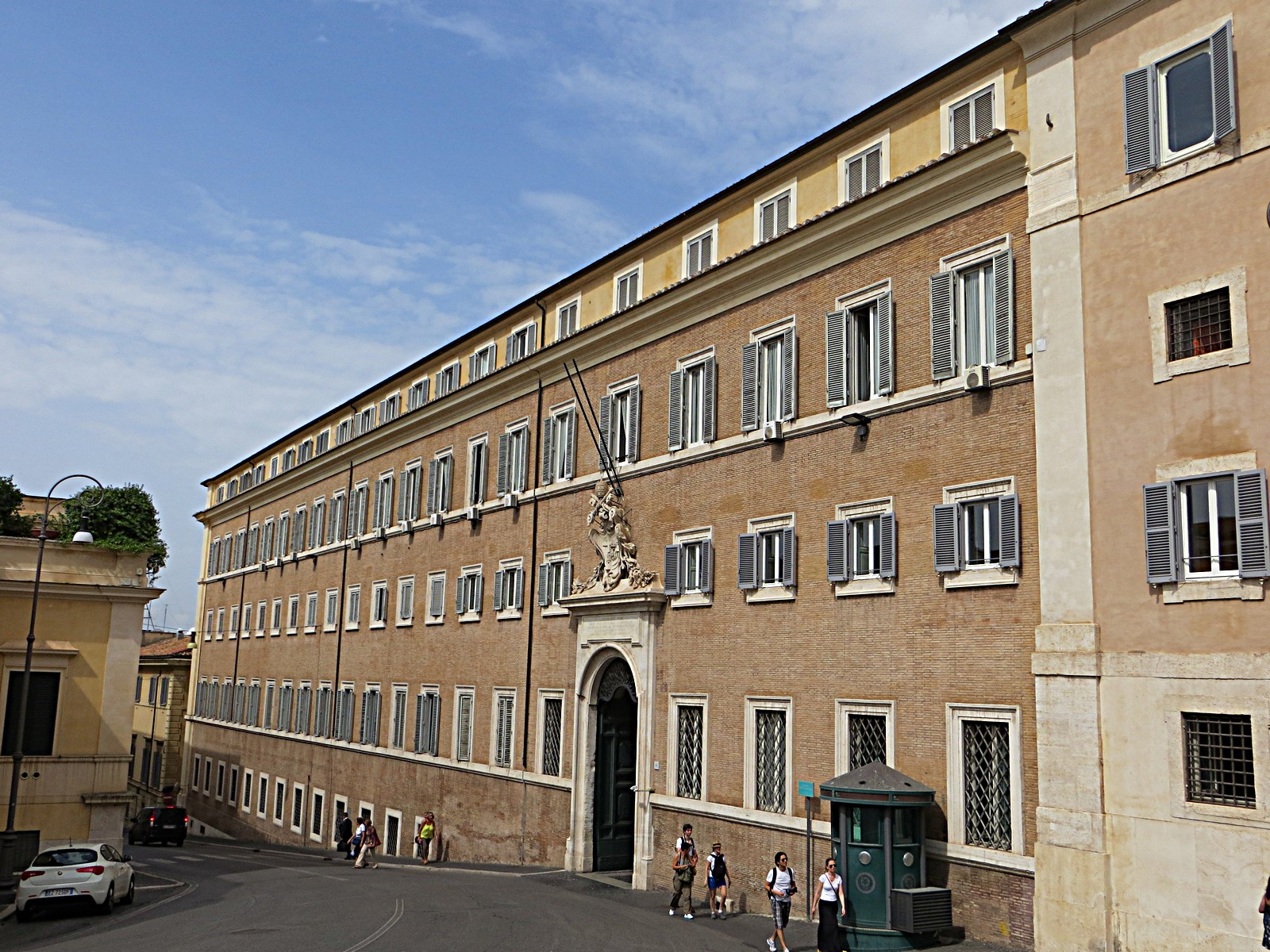
Vista del palazzo.

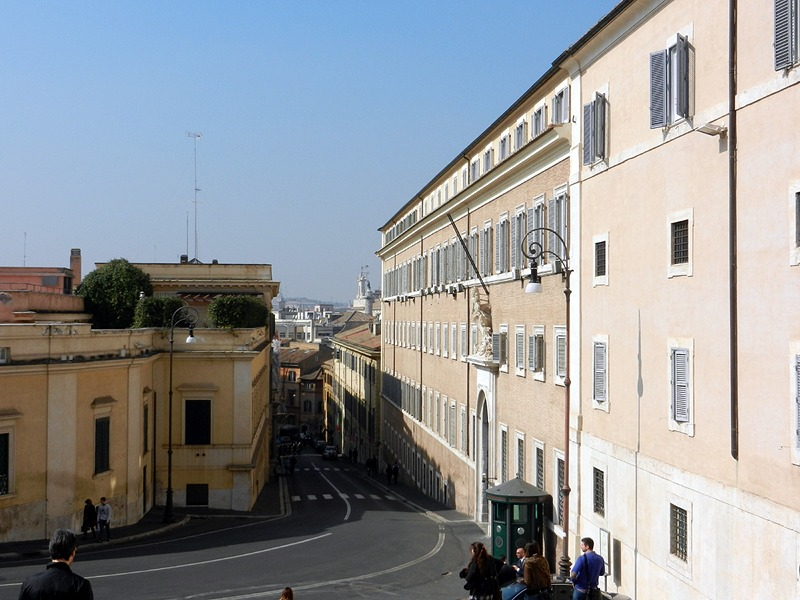
Vista del palazzo in primo plano; a destra, su Via della Dataria. Più avanti, sempre a destra, il palazzo della Dataria. Nell'altro lato della strada, il palazzo di San Felice.

Il Palazzo della Panetteria, il cui nome ufficiale era Palazzo della Famiglia Pontificia, è un palazzo di Roma che si trova in Via della Dataria, nel rione Trevi, tra il Palazzo della Dataria e il Palazzo del Quirinale.

## Storia
Questo palazzo ha questo nome perché lì vicino si trovava la Panetteria Apostolica.
L'edificio, annesso al Palazzo del Quirinale, al quale si accede tramite la Torre di Urbano VIII (o "Torre della Guardia svizzera"), fu costruito da Paolo Posi tra il 1764 e il 1766 per ordine di papa Paolo V per ospitare la famiglia pontificia.
Questa "famiglia" in realtà non era composta da membri della famiglia del papa, ma piuttosto da servitori, attendenti e assistenti che lavoravano per il papa e che vivevano nel Palazzo del Quirinale.
Ancora nel XVIII secolo, papa Clemente XIII ordinò la completa ricostruzione dell'edificio, come ricorda l'iscrizione posta sopra sul portale architravato con timpano arcuato e sormontato dallo stemma del pontefice, appartenente alla famiglia Rezzonico.
Il palazzo ora svolge la funzione di annesso al Palazzo del Quirinale, residenza ufficiale del Presidente della Repubblica.

## Descrizione
Il palazzo presenta una lunga facciata su tre piani con finestre incorniciate in marmo. Al piano terra, sulla sinistra, si trova il portale che, a causa della pendenza della strada, dà accesso diretto al piano nobile. La soffitta sopra la grondaia è un'aggiunta del XIX secolo (1814).
L'interno venne modificato alla fine del XIX secolo, quando nel cortile vennero costruiti nuovi edifici, tra cui una rimessa per le carrozze.